# Syzygium gracilipaniculum
Syzygium gracilipaniculum är en myrtenväxtart som beskrevs av Peter Shaw Ashton. Syzygium gracilipaniculum ingår i släktet Syzygium och familjen myrtenväxter. Inga underarter finns listade i Catalogue of Life.